# Aero A.100
El Aero A.100 fue un avión biplano de ataque y reconocimiento construido en Checoslovaquia durante los años 1930. Estos aparatos se mantuvieron en servicio durante la Segunda Guerra Mundial y los primeros años de la posguerra. Fue sucedido por el similar Aero A.101, un modelo que pretendía mejorar algunas de las características técnicas del A.100.

## Diseño y desarrollo
El desarrollo del A.100 fue la respuesta a un requerimiento de 1932 de la Fuerza aérea checoslovaca para la progresiva sustitución de los Aero A.11, Aero A.32 y Letov Š.16 que entonces estaban en servicio. El trabajo comenzó con una revisión del original Aero A.430, que rápidamente se convirtió en un avión muy diferente. Con una configuración del biplano estándar, el A.100 era un avión con un aspecto un tanto desgarbado y técnicamente algo obsoleto en el momento de su primer vuelo en 1933. El A.100 constituyó uno de los últimos aviones pertenecientes a la generación de aviones biplanos militares fabricados en Europa. 
El prototipo fue presentado de forma oficial en Praga el 10 de septiembre de 1933. Las autoridades checoslovacas solicitaron una primera serie de once unidades para equipar los escuadrones 71 y 72 del 6.º Regimiento Aéreo estacionado en la capital. Un segundo grupo de 33 aparatos se encargó en abril de 1934. En total, fueron construidos unos 44 aparatos.

## Historial operacional

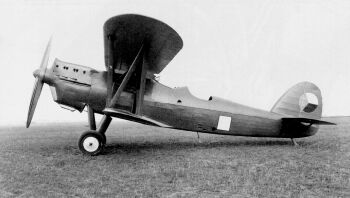
Un A.100 de la Fuerza aérea checoslovaca.

A pesar de su obsolescencia, la Fuerza aérea Checoslovaca siguió operando con el A.100 hasta la anexión alemana del país de 1939.
Un desarrollo posterior del A.100, el Aero A.101, realizó su primer vuelo en diciembre de 1934 y llegaría a operar durante la guerra civil española. Curiosamente, el A.101 prestó servicios tanto en el Bando sublevado como en el Bando republicano.
El A.100 se mantuvo en servicio durante la Segunda Guerra Mundial, siendo utilizado por la Luftwaffe alemana, que empleó algunos aparatos capturados como entrenadores. También prestó servicio con la pequeña Fuerza aérea del Estado Eslovaco. Tras el final de la contienda algunos A.100 todavía continuaron operativos hasta ser dados de baja definitivamente a finales de los años 1940.

## Operadores
Alemania
- Luftwaffe

 Checoslovaquia
- Fuerza Aérea Checoslovaca

 Estado Eslovaco
- Fuerza Aérea Eslovaca

## Especificaciones técnicas

### Características generales
- Tripulación: 2
- Longitud: 11,1 m (36,4 ft)
- Envergadura: 14,7 m (48,2 ft)
- Altura: 3,6 m (11,8 ft)
- Superficie alar: 44,3 m² (476,9 ft²)
- Peso vacío: 2 kg (4,5 lb)
- Peso máximo al despegue: 3,2 kg (7,1 lb)
- Planta motriz: 1×  Avia Vr.36.
  - Potencia: 552 kW 740 cv

### Rendimiento
- Velocidad máxima operativa (Vno): 270 km/h (168 MPH; 146 kt)
- Alcance: km
- Radio de acción: km
- Alcance en combate: km
- Alcance en ferry: km
- Techo de vuelo: 7 m (21 ft)

### Armamento
- Ametralladoras:  2 × ametralladoras vz.30 de 7,92 disparando hacia delante, 2 × vz.30 de 7,92 en un montaje trasero.
- Bombas: 600 kg